# 亞洲週刊
《亞洲週刊》（英語：Yazhou Zhoukan；英文縮寫為YZZK）是國際性中文時事周刊，由時代華納的邁克爾·奧尼爾（Michael O'Neill）以及康榮創辦於1987年12月13日，在香港編輯發行，創刊編輯包括何良懋、崔少明等；1994年被《明報》收購並控制。總部現時位於香港柴灣嘉業街18號明報工業中心，現任總編輯為邱立本。

## 簡介
1987年12月13日，《亞洲週刊》正式創刊，發行商是美資時代公司在英屬香港成立的子公司“亞洲週刊有限公司”（Asiaweek Limited），創刊號上的「主責編輯」（相當於總編輯）是康榮（Thomas Hon Wing Polin），資深編輯是崔少明和林和立，執行編輯是毛國倫與何良懋；奧尼爾的名字不在其中。創刊號封面專題是“笑聲淚影回鄉行，隔別卅八載，兩岸初團圓”，封面圖片是隔絕了半個世紀的台海兩岸親人在廈門會面時的悲喜交集。
《亞洲週刊》創辦之初是時代公司英文新聞雜誌《亞洲周刊（英文版）》（Asiaweek）的姊妹刊物，前者模仿後者風格，前者的封面以人物為主，大量使用新聞圖片，圖文並茂，設有“致讀者、中華天地、世界動態、怡情雅趣、大眾媒介、文化、男與女、現場報道、國際商務、會議室、經濟指標、貨幣市價、新知、人物剪影、電影、書籍與文學、健康生活、國際、旅遊、民眾之聲、觀點對照”等欄目，豎向排版，由後向前翻，香港零售價15港元。

## 大事記
1990年，在香港出生、於台灣國立政治大學經濟學系畢業的邱立本到《亞洲週刊》應聘，他的名字首次出現在1990年11月25期的《亞洲週刊》上，職務是主筆。工作三年後，邱立本於1993年升為主責編輯。在此之前，《亞洲週刊》的主責編輯一直是康榮，但增加了助理主責編輯黎廷瑤。1990年，《亞洲週刊》首次出現華僑背景的資深編輯潘友來及中國大陸背景的執行編輯曹景行；同年邱立本從美國回到香港加入中文《亞洲週刊》，1993年邱立本成為總編輯至今。
1990年前，《亞洲週刊》的編輯人員以香港本地人士為主，如康榮、崔少明、林和立、何良懋、黎廷瑤等。1990年以後，編輯隊伍內除了有香港本地，還有來自台灣、中國大陸、澳門、東南亞等地的編輯；作者隊伍也日益多元化，在幾個主要國家和地區均設有特派員，特派員通常是對當地情況比較了解的華人。
1990年，時代公司與華納傳播合併為時代華納。1994年2月，奧尼爾離開《亞洲周刊（英文版）》的那一年，明報集團與時代華納達成收購《亞洲週刊》協議，明報集團擁有《亞洲週刊》控制權；當時明報集團由香港商人于品海控股。1994年3月13日的《亞洲週刊》，宣布《亞洲週刊》的持有人變更為明報集團成員公司“明報雜誌有限公司”，總編輯是邱立本，副總編輯是曹景行；至此，《亞洲週刊》股權由外資轉移到華資手上，而總部亦在1994年12月遷往柴灣嘉業街18號明報工業中心。
1995年10月，于品海由於被揭發早年在加拿大觸犯法律留有案底，被迫辭去明報集團董事長一職，並將手中明報集團股份出售予馬來西亞富商張曉卿擁有的常青集團；張曉卿控股明報集團至今。
1996年10月28日出版的《亞洲週刊》第43期，以封面文章報道《國民黨捐給白宮1500萬元？台灣捲入美政治獻金醜聞》，作者是該刊台灣編採中心資深編輯謝忠良和美國特約記者陳婉瑩。內文提及中國國民黨投資事業管理委員會主任委員劉泰英在1995年8月與前美國總統特別助理馬克·密道頓見面時，曾提出願捐獻1500萬美元給美國總統克林頓競選連任。報導刊出後，劉泰英認為妨害名譽，提出控告，要求賠償1500萬美元；當時與劉泰英關係密切的中華民國總統兼中國國民黨主席李登輝隨即以強硬措詞公開支持這一控告。官司於1995年12月7日首次開庭，這一官司在國際新聞界引起了強烈反響。美國“調查報道記者及編輯協會”（IRE）致函李登輝，抗議對《亞洲週刊》記者提出刑事誹謗，指出李登輝政府支持這宗訴訟案對台灣帶來的名譽損失將遠比有關報導造成的影響更大。保護記者委員會亦發表致李登輝的抗議信，譴責這一訴訟案違反聯合國《世界人權宣言》，要求李登輝政府確保官方及國民黨的資源不會用來支持此案。美國《紐約時報》發表文章批評，有關訴訟是企圖以恫嚇來控制媒體，極不明智。數十位來自世界各地的新聞從業人員和學者，在互聯網上簽署致李登輝的聯名信，指責有關訴訟是對所有獨立報導的打擊，要求立即撤銷對兩位記者的控告。1997年4月22日，台北地方法院經過4個多月的審理，認為媒體確從多位相關人士進行查證後才報導，即便報導與事實不符，也屬“對可受公評之事，而為適當評議”，故宣判《亞洲週刊》三被告無罪，成為中華民國憲法上的重要判例。2018年4月27日，中華民國國家通訊傳播委員會主任委員詹婷怡接受ETtoday新聞雲專訪時表示，她就是當時《亞洲週刊》的辯護律師。
1998年，《亞洲週刊》網站成立。2008年7月10日北京奧運前夕，包括《亞洲週刊》在內的許多境外媒體網站被防火長城解封，中國大陸網民可以暫時直接登錄。
2001年3月，香港富商李嘉誠兒子李澤楷旗下的Tom.com宣布以6,000萬港元現金收購《亞洲週刊》5成股份；Tom.com表示，希望進一步拓展《亞洲週刊》市場，特別是爭取增加中國大陸的訂閱量，目標是令《亞洲週刊》突破傳統雜誌範疇，成為一個提供全球新聞報導、商業信息科技研究以及公司評級等服務的權威多媒體中文平台。五年後，Tom.com尚未達至上述目標。2006年3月，明報集團以發行新股方式向Tom.com購回《亞洲週刊》五成股權，明報集團共發行1,200萬新股（相當於作價1,620萬港元）給TOM集團，明報集團持有《亞洲週刊》的全部股權；對於此次股份轉移，雙方都沒有透露原因。
2004年，《亞洲週刊》以《廣州媒體的冬天》為封面專題，獨家調查報導《南方都市報》總編輯程益中、總經理喻華峰被誣陷案，使程益中被釋放。《亞洲週刊》也因此報道獲得亞洲出版業協會（SOPA）“亞洲傑出編輯獎”。
2007年4月23日，張曉卿旗下的明報集團與馬來西亞星洲集團、南洋商報集團簽署協議正式合併，對外統稱為明報集團，《亞洲週刊》是新的明報集團的一員。2008年4月，香港的明報企業集團、馬來西亞的星洲媒體及南洋報業合併成世界華文媒體，《亞洲週刊》成為世界華文媒體的一員。
2011年，曾經與中國共產黨前副國級領導人、中共重慶市委書記薄熙來關係密切的張曉卿召集旗下的「世界華文媒體合作聯盟」在重慶舉行大會，邀集600多名中外華文媒體人與薄熙來同台唱紅歌。另外，《亞洲週刊》是率先提出「重慶模式」概念的媒體。薄熙來找人為他出版《重慶模式》一書時，是由《亞洲週刊》特派員紀碩鳴、主編邱立本為該書撰寫推薦詞，讚場「重慶模式是中國經濟改革的希望」。薄熙來失勢後，張曉卿轉向支持習近平，批評薄熙來與妻子谷開來「踐踏法治」和「開時代倒車」。
2014年浙江強拆十字架運動，2018年深圳佳士工運，《亞洲週刊》長期追蹤報導；浙江強拆十字架運動報導刊發以後，《浙江日報》連續七天刊發針對《亞洲週刊》的評論。
2014年9月至2016年3月間，《亞洲週刊》列出數幅作者是王錦松的諷刺漫畫，分別題為「習近平指揮下的中國媒體」、「習近平裁軍」和「習近平以鄧小平為師」等，美國之音認為，這些漫畫似乎隱晦地暗諷在習近平的主政下，新聞和言論自由被箝制、獨裁專制、且不受外國元首待見的領導風格和處境。
2018年，《亞洲週刊》評選華為創辦人兼行政總裁任正非為亞洲週刊年度風雲人物，稱他創辦的華為在5G方面取得突破，被視為對美國霸權的挑戰，成為中美博弈的前沿。同年5月，《亞洲週刊》稱：“习近平被视为‘中国特色大国外交的总设计师’，‘习式外交’布局深化，元首外交、党际外交等组合拳精彩纷呈。”
2014年，《發現》週刊稱《亞洲週刊》與中國政府關係良好，在香港事務上也採取親共立場。2020年，《立場新聞》評論稱，其批判獨裁統治、聲援中國大陸民運以及推崇普世價值的立場已经改变。
2020年，《亞洲週刊》的報導內容包括追蹤中國公民記者消失事件、批評中國芯企爛尾及內蒙古民族融和糾結及對香港職業訓練及香港社會的批評。2020年10月，該刊解釋「習近平南下廣東考察研究...給深圳提供了比直轄市議會的施政空間，為深圳改革開放再出發賦能」，「習近平抗疫成功，必然升至新高」。11月，該刊形容將任美國總統的拜登和習近平有「獨特的緣分」。
2021年5月，亞洲週刊兩篇封面故事「台灣民選獨裁幕後 綠營新威權主義現象」、「內蒙民族融和糾結　大熔爐模式掀風暴」入選素有「亞洲普立茲獎」的亞洲出版協會（Society of Publishers in Asia，SOPA）舉辦的「卓越新聞獎」的「卓越評論獎」（Excellence in Opinion Writing）。

## 出版及發行
《亞洲週刊》的廣告語是「全球視野，本土情懷」，最近則是「全球中文命運共同體」。據《亞洲週刊》自我介紹，該刊的讀者群以香港、新加坡、馬來西亞、台灣及中國大陸為主。大部分擁有高收入或較高的教育水平，約五成讀者屬於最高管理階層及商界、金融界人士。

## 作者
- 香港：邱立本、李歐梵、林沛理、平可夫、陳婉瑩、譚衛兒、謝曉陽、周光蓁、馬家輝、張翠容、楊錦麟、胡恩威、鄭宏泰、章海陵、咼中校、丁學良、張潔平、李永峰、楊社祥、胡煒權、曾浩年、阮紀宏、雷鼎鳴、何漢權、陳莊勤
- 澳門：李展鵬、黃東
- 中國大陸：林錫星（廣州）、李凡、高輝清、馬立誠（北京）、列孚、許知遠
- 臺灣：龍應台、南方朔、徐宗懋、童清峰、張殿文、林深靖、楊艾琍 、汪百達、呂禮詩、藍慧、陳國祥、張競、向駿
- 日本：毛峰、于前
- 南韓：南黎明、金珍鎬（首爾）
- 泰國：劉振廷、梁東屏（曼谷）
- 俄羅斯：白嗣宏（莫斯科）、趙銳
- 英國：伍康弘
- 美國：吳琦幸（洛杉磯）、吳翊菁（紐約）、陳之嶽、湯晏、湯本
- 加拿大：丁果（溫哥華）
- 法國：羅惠珍（巴黎）
- 德國：陳美惠、梅曉卉（柏林）
- 澳洲：史樂平（墨爾本）、葉舟
- 馬來西亞：林友順（吉隆坡）、張安翔
- 印度尼西亞：余歌滄（雅加達）

## 評選活動
《亞洲週刊》自1993年起評選年度人物，2004年起評選亞洲週刊中文十大好書。

## 爭議

### 評「2019 風雲人物香港警察」
2020年初，《亞洲週刊》出版的封面報道「2019 風雲人物香港警察」，以大篇幅稱讚備受爭議的香港警察是香港的「定海神針」、「守護天使」、「最被仰賴、最被敬重的群體」，在反修例運動期間，「影響了歷史的進程，守衛香港的法治」。對此香港作家董啟章持批評態度，認為「全為對香港警隊的誇讃嘉許之辭，無視警隊的纍纍暴行，毫無半點探討之意，形同黨媒宣傳文稿」，立場偏頗，言論膚淺，「令人噁心」，並拒絕其作品《命子》入選同期之「亞洲週刊 2019 十大小說」以示抗議。

### 評蔡英文「民選獨裁」
2020年12月，《亞洲周刊》臉書粉絲專頁公佈了最新一期的封面圖片，圖中中華民國總統兼民主進步黨主席蔡英文身穿清朝龍袍，以「台灣民選獨裁幕後 綠營新威權主義現象」為封面專題，該專題文章寫道蔡英文政府被民主進步黨創黨元老批評越來越像戒嚴時期的中國國民黨。該篇文章又援引國立東華大學民族事務暨發展學系教授兼喜樂島聯盟主席施正鋒的批評：「全面執政，換來的是民選皇帝......行政專斷、立法唯諾、司法應聲」。該文還以中天新聞台不獲續牌事件為例，認為該事件導致台灣言論和自由空間被縮小。截至2021年1月初，該臉書貼文有近3,000則留言，當中有支持及反對意見，前者則明顯較後者多。國民黨臉書粉絲專頁轉貼該封面，附和《亞洲週刊》對台灣民主民選獨裁的描述，並在文末認為「台灣離專制獨裁不遠了」。《呷新聞》指出，該封面的底圖是慈禧太后朝服畫像，服裝不是龍袍。
《亞洲周刊》的封面圖片公布後，民進黨發言人顏若芳與《亞洲週刊》在網上就事件互相對罵。就顏若芳指責《亞洲週刊》「為中共喉舌」，台灣YouTuber、時事評論員李易修表示，自由亞洲電台早在2007年底就有報導《亞洲週刊》已經被中華人民共和國政府禁止訂閱，而「其他國家的政府，被批評則莞爾一笑；民進黨一被批評，馬上坐實印證週刊的評論：新威權民選獨裁」。李易修粉絲專頁《歷史哥澄清唬》貼出2012年5月14日蔡英文寫給中華民國總統馬英九的公開信，蔡英文在信中說很擔心國民黨掌握立法院絕對多數席次，內閣不改組可能陷入「民主獨裁」危機。《亞洲週刊》粉絲專頁回應，「本刊有大量中國人權問題的相關報導，有些連台灣媒體也沒有採訪」，不只關心中國的人權問題，更是關心整個亞洲的人權問題。中華戰略學會研究員張競批評，《亞洲週刊》是以蔡英文身為「總統」（民選產生）而非「民進黨主席」（非民選產生）的角度予以評價，民進黨發言人不宜出面回擊，民進黨訴諸人身、要求《亞洲週刊》以同等待遇報導中共總書記習近平的回應是迴避問題；而蔡英文學位門是蔡英文私事，中華民國總統府發言人卻出面回應；這兩件事可見，蔡英文黨政不分、更將國家公務機構職員當作家臣運用。政經傳媒網路廣播節目《高談闊倫聊天室》第21集，採用《亞洲周刊》的封面圖片，諷刺蔡英文「聖誕老婆婆開始改披黃袍」，諷刺覺醒青年「不見黃袍心不死，見了黃袍心更不死」；在此之前，第19集採用的照片是慈禧太后坐姿黑白照片，把慈禧太后的臉改成蔡英文的臉。台灣陪審團協會創會理事長鄭文龍表示，蔡英文2017年找表姊林美珠接任勞動部部長，2020年任命表姊夫吳明鴻接任最高行政法院院長，逾越憲政分際，坐實《亞洲週刊》封面圖片的觀點，證明「自己就是家天下」。

#### 對《亞洲週刊》的反批評
《北京之春》匿名編輯稱蔡英文「既是民選，何來獨裁」，認為《亞洲周刊》的封面抄襲了《經濟學人》的習近平穿著皇袍以示其獨裁的封面，又指蔡英文作為民選總統，其執政風格可能有剛愎自用之處，但她的行為依然受到立法院的制約，且選民如果不滿還可以彈劾；又認為《亞洲周刊》編輯把皇袍加在蔡英文身上，卻不批評習近平獨裁，「可見此刊物已經墮落成中共的幫兇」。就《亞洲周刊》指蔡英文為「民選獨裁」，行政院院長蘇貞昌說明顯不可能，因如果真的是獨裁就不可能如此自由批評；又說，人權得到90幾分的國家被新聞、言論自由不及格的地方批評，並不適當。佛光大學未來與樂活產業學系教授何振盛說，民選的德國總理希特勒摧毀民主的威瑪共和，民選的俄羅斯總統普丁透過打壓反對派、政商網絡綁樁與不斷修憲而鞏固獨裁統治，民選的新加坡執政黨人民行動黨透過法律戰、選舉區劃分權與集選區而長期一黨獨大，證明「民選不等於民主」。淡江大學外交與國際關係學系榮譽教授陳一新認為，蘇貞昌的說法顯示他欠缺歷史常識與世界觀，也反映民進黨政治人物普遍相信「關閉電視新聞台與言論自由無關」。國立東華大學通識教育中心教授陳復認為，民進黨政治人物很喜歡稱讚其師韋政通（在2018年去世）在台灣白色恐怖時期願意著書立說反抗國民黨統治，卻不知韋政通每個星期最愛讀的雜誌就是「不隨時事浮沉，站在華人知識分子的觀點，深度關注與評論全球政經局勢」的《亞洲週刊》；作為境外媒體，《亞洲週刊》不隨著歐美主流媒體反中情緒的主旋律起舞，關注台灣言論自由正在實質緊縮的處境，是雪中送炭的義舉。前國民黨立法委員蘇清泉說，《亞洲週刊》是長期以來有公信力的刊物，民航機上都可以看到，不是一時之間民進黨批評就能改變的事；民進黨對《亞洲週刊》扣帽子，頂多只能拿來繼續說服民進黨死忠支持者，國際社會不會因此改觀。
民進黨前立法委員黃適卓說，近兩年來《亞洲週刊》的封面故事從未批評過他所認為的「亞洲最大、最殘忍的獨裁者」習近平，也幾乎沒有批評中國共產黨。他分析該刊2019至2020年共102篇封面故事，當中有16篇以台灣為主題，論調有如中國大陸官媒《環球時報》，兩者皆「鼓吹兩岸統一、譏諷台灣價值」，以及有17篇打壓香港抗爭的封面故事。他又認為，「曾是亞洲指標性的華文國際媒體」成為以「貶抑港台、醜化英美日民主國家」作為基本論調的「護航專制腐敗、攻訐民主自由」的「中共鷹犬」。媒體人邱明玉則說「主流雜誌」《時代雜誌》、彭博社、《金融時報》、《富比世雜誌》、《經濟學人》都在2020年讚揚台灣的民主和防疫成就，蔡英文也曾登上多個國際期刊，且報導正面；她質疑國民黨為何不轉發那些媒體，又認為《亞洲週刊》與那些國際期刊及主流意見背道而馳。民進黨前行政院新聞局局長、中華民國駐德代表謝志偉認為《亞洲周刊》羞辱及汚衊了「被自由世界稱讚有卻被中共視為是眼中釘」的蔡英文及台灣民主，他說，民主諸多特質之一是存在政黨輪替，而獨裁諸多特質之一是沒有選舉或有永遠不會出現政黨輪替的選舉，自1996年以來台灣已經歷多次政黨輪替和立法院主客易位，是台灣民主運作的常態，因此2024年總統大選後必然出現民進黨繼續執政或政黨輪替的兩種可能性。謝志偉又說，執政黨未能繼續執政的原因只有一個，就是沒有得到足夠的選民支持，政策不得民心或選民移情別戀，這都是屬於人民作主的表現。他批評藍、紅營、統派一方面透過抨擊民進黨政府管治下的萊豬和中天換照事件，並稱之為「獨裁」的象徵，一方面期待政黨輪替，但又稱台灣的民主是「獨裁」。他又反問現時「氣焰多盛」的「反政府的媒體」是否獨裁的特質。國立政治大學國家發展研究所助理教授黃兆年認為，中國的大外宣工作有透過中資和官媒向外擴張以及透過親中商人買下海外媒體兩種模式，後者如台灣商人蔡衍明買下旺中集團及馬來西亞富商張曉卿的世界華文媒體，以掌握部分馬來西亞、台灣及包括《亞洲週刊》在內的香港媒體。針對《亞洲周刊》的封面爭議，前國民黨發言人李正皓說，一家媒體若要證明自己是個獨立、有批判性的媒體，靠的是報導，他又認為《亞洲周刊》不敢刊出一個習近平穿龍袍的封面，以及不敢在香港、西藏、內蒙和新疆問題上批判他。曾任紅衛兵的香港出版人顏純鉤以書面接受採訪時說：「《亞洲周刊》已經是中共編制外的喉舌，他們一直在做左媒（指《文匯報》、大公報或香港商報等從屬於香港中聯辦的官媒）做不到的事。因為左媒太明火執仗，《亞洲周刊》還有僅餘的一點欺騙性。」

#### 入圍亞洲出版協會卓越評論獎並獲榮譽獎
2021年5月，《亞洲周刊》兩篇封面故事「台灣民選獨裁幕後 綠營新威權主義現象」、「內蒙民族融和糾結 大熔爐模式掀風暴」入選亞洲出版協會（Society of Publishers in Asia）舉辦的「卓越新聞獎」的「卓越評論獎」（Excellence in Opinion Writing）。
2021年6月24日，亞洲出版協會公布2021年「卓越新聞獎」獎項得主，《亞洲周刊》的「台灣民選獨裁幕後 綠營新威權主義現象」一文獲頒「卓越評論獎」榮譽獎（honorable mention），評審並且評論道：「批評人人討厭的專制國家，輕而易舉。但要批評人人擁戴的民主制政府，則殊不簡單，這需要獨到的目光和勇氣；《亞洲週刊》做得到，還有極大的影響力。」《亞洲周刊》官方臉書頁面表示感謝，稱「本刊會繼續努力，為平民發聲，不懼抹紅塗黑，在權力面前講話」，「未知SOPA的評委們有心理準備將被抹紅」。

## 外部連結
- 《亞洲週刊》首頁 （页面存档备份，存于）
- 亞洲週刊的Facebook專頁
- 亞洲週刊的X（前Twitter）
- 亞洲週刊的Instagram帳戶
- YouTube上的亞洲週刊頻道